# Heist: Who Stole the American Dream?
Heist: Who Stole the American Dream? (2011) est un film documentaire américain réalisé par Donald Goldmacher et Frances Causey. Le film se penche sur l'émergence d'une ploutocratie dirigée par une élite financière et industrielle aux États-Unis, créée par une libéralisation outrancière débutée sous l'administration Reagan.